# Letteratura francese
La letteratura francese comprende l'insieme delle opere scritte da autori di nazionalità francese e/o di lingua francese.
Nella sua prima accezione, tale definizione tende a includere anche le opere letterarie scritte in lingue galloromanze diverse dal francese, quali l'anglo-normanno, il gallo o il piccardo, nell'ambito della produzione poetica e vernacolare del Medioevo. Nel caso della poesia trobadorica in provenzale, invece, gli studiosi sono propensi a sottolineare la sostanziale autonomia di questa tradizione culturale fiorita nelle regioni del Midi.
La seconda accezione comprende anche tutti quegli scrittori di lingua francese e in lingua francese, ma non francesi, attivi in Europa dal Medioevo ai giorni nostri. Personalità illustri come Jean-Jacques Rousseau (ginevrino), Georges Simenon (belga) o Samuel Beckett (irlandese) sono tradizionalmente collocati nell'ambito della letteratura francese benché nessuno di loro sia francese. Le ragioni di tale inclusione si spiegano con la tendenza, tipica degli autori vissuti nei territori francofoni confinanti con la Francia, ad assorbire i modelli culturali e le forme letterarie sviluppatesi nell'Esagono. Per quanto riguarda la produzione letteraria dei continenti extra-europei, invece, si preferisce parlare di letteratura francofona per definire quel vasto panorama di scrittori, generalmente di nazionalità differenti, che utilizzano la lingua francese per descrivere realtà sociali, politiche e culturali peculiari delle loro terre d'origine.

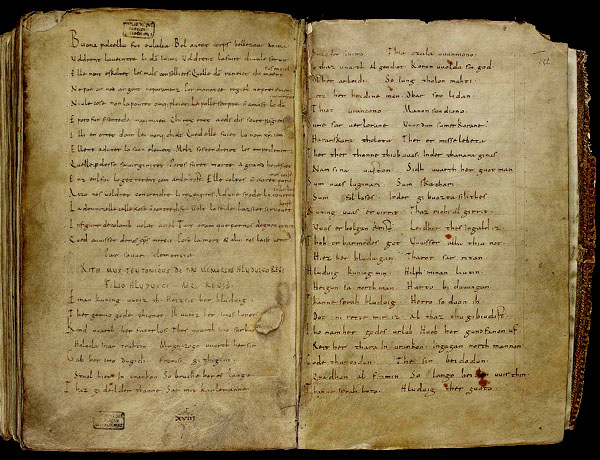
Sequenza di Sant'Eulalia, seguita dall'inizio del Ludwigslied per visualizzare meglio il testo Numérisation du parchemin (Réf. Bibliothèque municipale de Valenciennes 150 (olim 143) fol.141v).

La tradizione letteraria francese è una delle più antiche e importanti del mondo occidentale. Si considera che abbia avuto origine con le prime testimonianze scritte della lingua, risalenti addirittura al IX secolo (Sequenza di Sant'Eulalia, 888), e che si sia in seguito sviluppata senza soluzione di continuità fino ai giorni nostri.
Laboratorio di decisiva importanza per la nascita della lirica cortese nel Medioevo, luogo di codificazione delle regole del teatro classico durante il Seicento, strumento di propagazione delle idee illuministe durante il XVIII secolo, luogo d'origine del romanzo realista e della poesia simbolista nell'Ottocento, veicolo di nuove forme letterarie per lo sviluppo della prosa novecentesca, la letteratura francese è talvolta accostata alla letteratura greca e alla letteratura latina in ragione della sua forte tradizione normativa, promossa soprattutto dall'Académie française.
I generi più importanti in cui si articola la letteratura francese sono il teatro, la poesia, la prosa narrativa e l'autobiografia. Alcuni tra i suoi rappresentanti più noti sono Jean Bodel, Chrétien de Troyes, François Villon, François Rabelais, Pierre Corneille, Molière, Jean Racine, Voltaire, Honoré de Balzac, Alexandre Dumas, Stendhal, Victor Hugo, Gustave Flaubert, Charles Baudelaire, Émile Zola, Marcel Proust, Guillaume Apollinaire, Louis-Ferdinand Céline, Jacques Prévert, Jean-Paul Sartre, Albert Camus, Marguerite Yourcenar, Jules Verne, Arthur Rimbaud, Michel Foucault, Paul Verlaine, Maurice Leblanc e Marchese De Sade.

## Il Medioevo

### La nascita della lingua francese (V - X secolo)
La famiglia delle lingue galloromanze si sviluppò nel territorio dell'antica Gallia durante i primi secoli del Medioevo, in seguito a un lento processo di evoluzione del latino volgare parlato dalla maggioranza della popolazione. Il collasso dell'Impero romano e l'invasione di diverse ondate di popoli germanici contribuirono alla differenziazione di una serie di idiomi locali, che gli studiosi classificano come facenti parti di tre grandi famiglie linguistiche: la lingua d'oïl, parlata a nord della Loira, la lingua d'oc diffusa nella regione del Midi e infine il francoprovenzale.

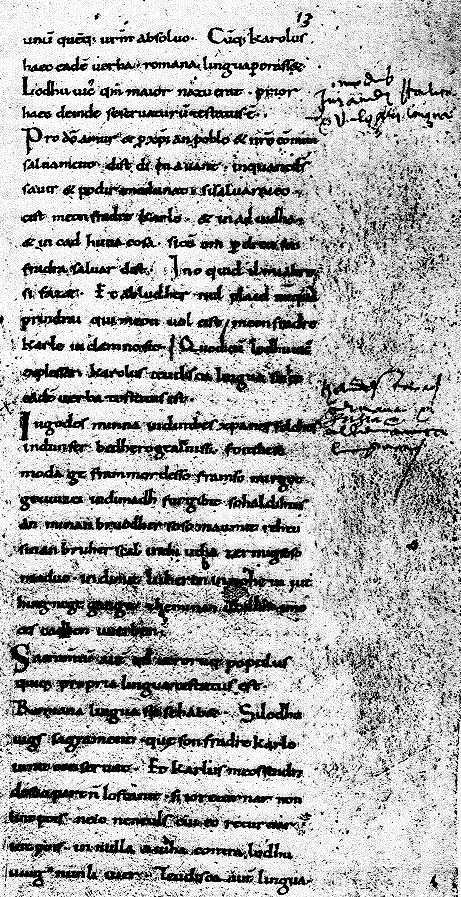
Il testo del Giuramento di Strasburgo.

Le lingue romanze sviluppatesi in Francia avevano ereditato la complessa struttura morfosintattica della lingua latina, pur semplificata in alcune delle sue caratteristiche peculiari (assenza dei casi, che tuttavia continuarono a esistere per un certo periodo di tempo nell'antico francese grazie alla presenza di una declinazione bicasuale attestata anche nella Chanson de Roland). L'influenza delle lingue germaniche parlate dagli invasori Franchi non mancò tuttavia di farsi sentire con la precoce apparizione di alcune locuzioni sintattiche, quali l'uso del pronome impersonale on in sostituzione della terza persona singolare, comuni al francese e all'odierno tedesco. Per quanto concerne il lessico, la gran parte delle parole attualmente in uso deriva dal latino volgare, ma il francese ha ereditato dall'antico francone numerosi lemmi relativi alla semantica della guerra (guerre, gagner, blesser, épée, hache), dell'amministrazione territoriale (fief, bailli, taille, griffier) e della vita comune (blanc, azur, griffe, jambe). Quanto alla lingua gallica, essa ha trasmesso pochissime parole al francese moderno (non più di duecento lemmi, tra le quali chemise, baiser, tonneau, grève, cervoise). Tra i principali fenomeni fonetici della lingua francese, basterà ricordare la liaison, l'uso delle lettere nasali e delle vocali turbate.
Gli studiosi considerano comunemente il testo del Giuramento di Strasburgo (Serments de Strasbourg) (842) come la prima testimonianza scritta della lingua francese. Al di là dell'importante valore storico che questo documento riveste per la nascita della Francia in epoca medievale, il Giuramento permette di individuare con sicurezza la presenza di una divaricazione tra la rustica romana lingua parlata dalla maggior parte della popolazione (con la quale i soldati di Carlo il Calvo pronunciano la loro parte di giuramento) e la lingua latina, allora appannaggio di pochi chierici e sapienti. Il testo con cui tradizionalmente si ritiene abbia avuto origine la letteratura francese è la Sequenza di Sant'Eulalia (Séquence de sainte Eulalie) (888), una poesia di 29 endecasillabi in cui si rievoca il martirio della santa. Tra il IX e il X secolo, infatti, all'interno degli scriptoria dei monasteri, si assiste alla nascita di un'importante produzione poetica d'argomento religioso che non mancherà di avere un ruolo determinante nello sviluppo delle Chansons de Geste. Tra i testi letterari più importanti di questo periodo si può annoverare una Passion du Christ, che risale alla fine del IX secolo.

### L'epica delleChansons de Geste(1080-1170)
La poesia in lingua francese conobbe una prima fioritura tra l'inizio dell'XI e il XII secolo. In questo periodo, il genere letterario del poema epico si impose come il più adatto per la celebrazione di un sistema di valori al tempo stesso religioso e militare, cristiano e cavalleresco. 
Nel 987, infatti, Ugo Capeto, conte di Parigi, divenne re di Francia dopo un periodo di forte appannamento del potere centrale, aggravatosi durante gli ultimi decenni del dominio carolingio. Sotto la nuova dinastia dei capetingi, la monarchia francese cominciò dunque a intraprendere un processo di rafforzamento del proprio controllo sul territorio, cosa che favorì l'esaltazione della figura del sovrano come padre del popolo, buon amministratore della giustizia, difensore della fede e garante dell'ordine. Il ritratto di Carlo Magno che viene tratteggiato all'interno della Chanson de Roland non potrebbe a questo proposito essere più eloquente.

#### LaChanson de Roland

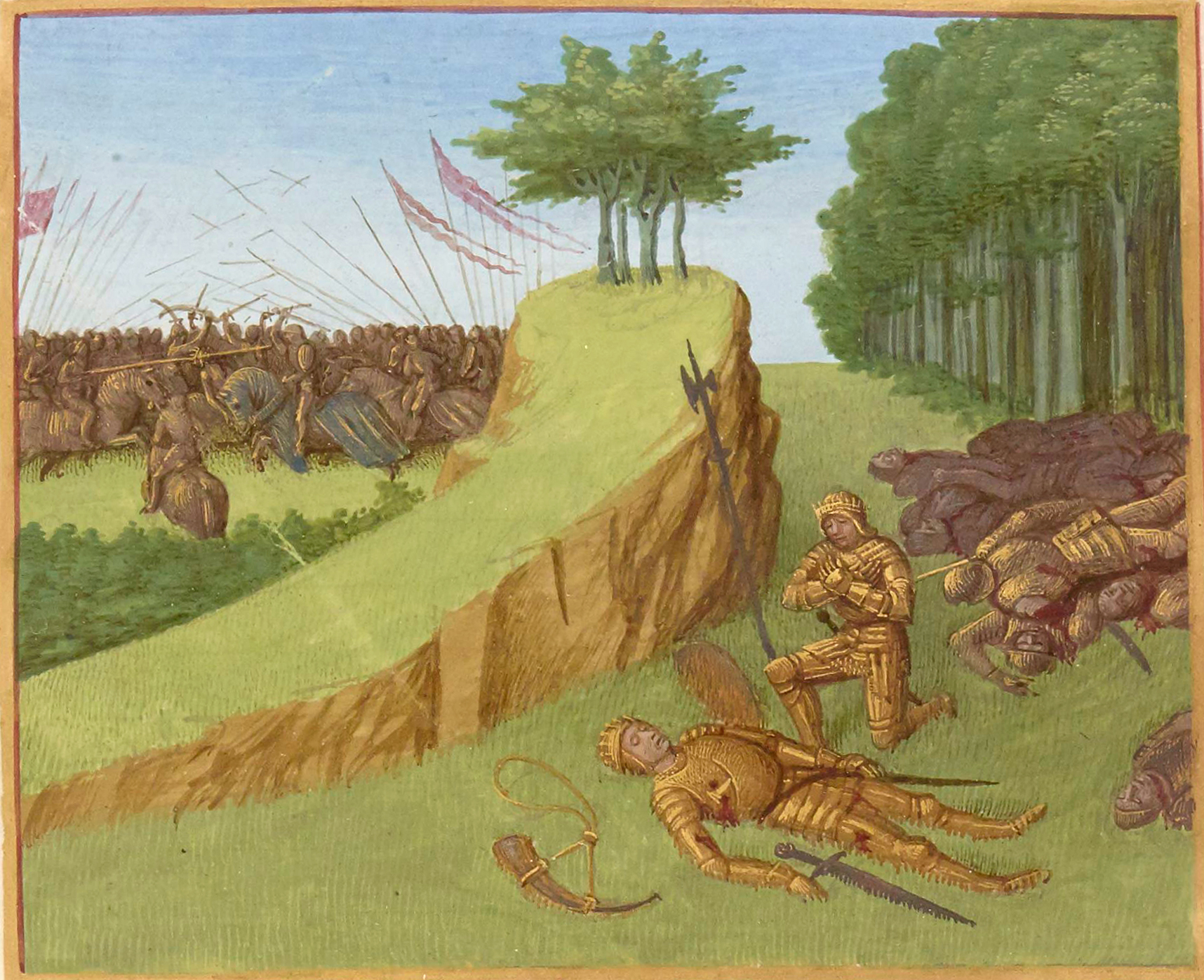
La morte di Orlando a Roncisvalle in una miniatura di Jean Fouquet (metà del XV secolo).

L'origine della Chanson de Geste, poema epico d'argomento militare ma con una forte valenza religiosa, è ancora oggi oggetto di un vivo dibattito. La Chanson de Roland, così misurata nell'uso disinvolto della lassa assonanzata di endecasillabi, perfettamente calibrata nella gestione della materia narrata come nella descrizione di luoghi e personaggi, può essere senza dubbio considerata il capolavoro del genere. Il manoscritto che tramanda la versione più verosimilmente attendibile di questo classico è oggi conservato nella biblioteca di Oxford, e risale al primo quarto del XIII secolo. Redatto in lingua anglonormanna, probabilmente nel sud dell'Inghilterra in seguito alla conquista francese dell'isola, il documento oxfordense sembrerebbe confermare la tesi di chi ritiene opportuno collocare la stesura di una prima versione dell'opera intorno al 1080. Mancando testimonianze di testi risalenti a un periodo ancora anteriore, la Chanson de Roland andrebbe a rivestire in questo modo un ruolo di prototipo nell'ambito della tradizione epica medievale. Ma la perfezione stilistica e narrativa che la distinguono dalle altre chansons, la sottigliezza delle citazioni allegoriche in essa contenute, la pacata distanza dagli ambienti plumbei e violenti descritti nell'ambito delle grandi saghe germaniche del V-VI secolo sembrano sconfessare la tesi di una genuina elaborazione della Chanson de Roland nell'ambito della tradizione orale e giullaresca, presso la quale la presenza del récit epico rimane comunque storicamente attestata.
In ragione di tutte queste obiezioni, è stato proposto negli ultimi decenni un ribaltamento di prospettiva nello studio della Chanson de Geste, fino a quel momento ritenuta il frutto di un'elaborazione orale di stampo popolare codificata in forma scritta solo in un secondo momento. Secondo il filologo Cesare Segre, infatti, l'epica romanza avrebbe avuto origine in forma scritta, all'interno di un ambiente colto come quello degli scriptoria medievali, per poi raggiungere solo in seguito una certa popolarità presso il pubblico eterogeneo dei giullari itineranti. Le considerazioni a sostegno di questa tesi sono molte: in primo luogo, la presenza di una conoscenza approfondita dei testi biblici e di alcuni episodi famosi della letteratura classica, noti esclusivamente agli uomini di Chiesa che avevano avuto la possibilità di studiare e di consultare una biblioteca; in secondo luogo, una perfezione formale e di un uso disinvolto della lassa destinata a perdersi nelle opere successive e, infine, la presenza di una sovrapposizione pressoché totale tra il tema della guerra santa e quello della patria.

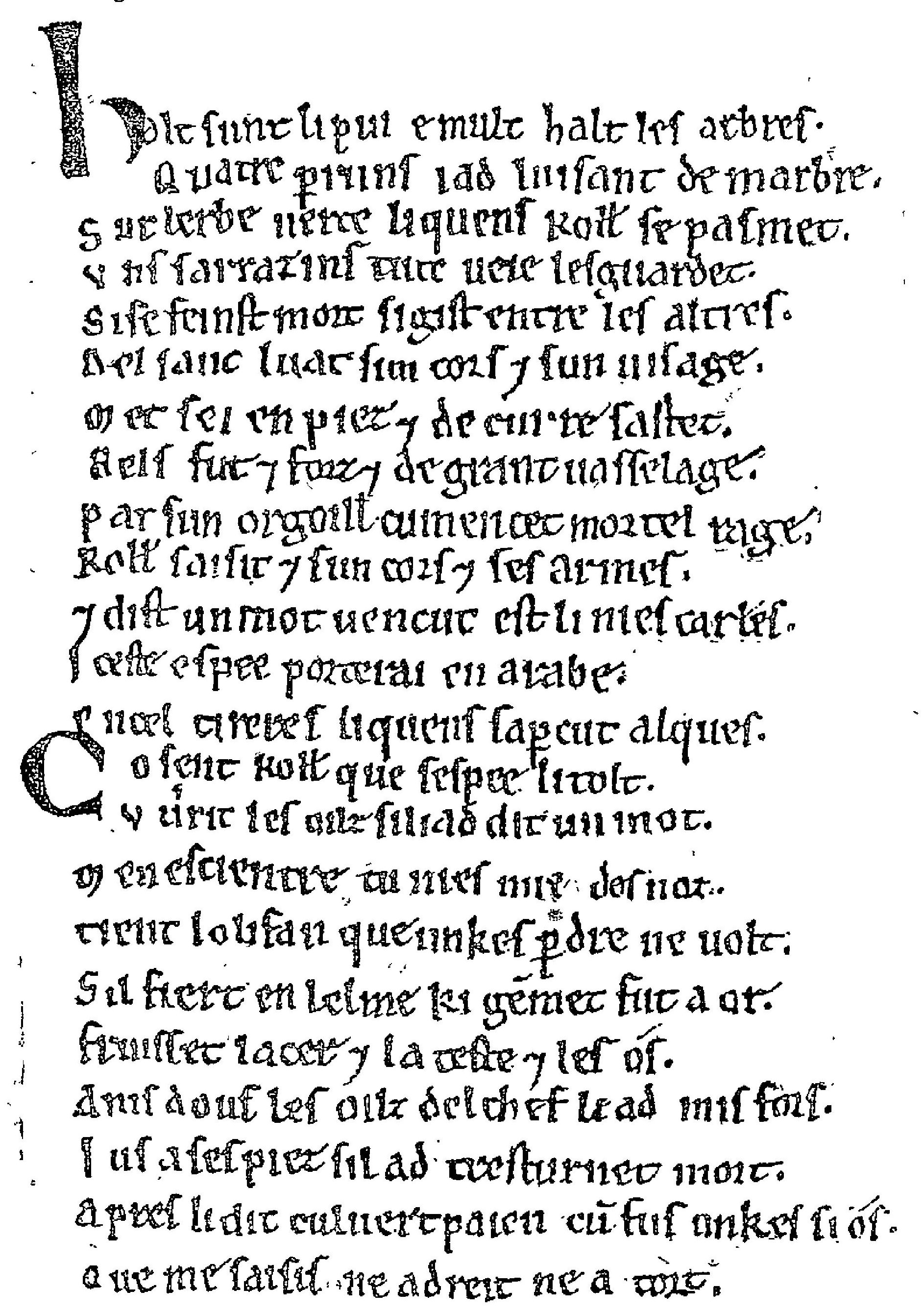
La Chanson de Roland in un manoscritto di Oxford, pubblicato da Léon Gautier

Nella Chanson de Roland, Carlo Magno è rispettato e riverito da tutti non solo in quanto re di Francia, ma anche e soprattutto perché riveste il ruolo dell'imperatore cristiano e del difensore della fede. Lo stesso Orlando, che riunisce i tratti peculiari del nobile cavaliere fedele al suo signore, coraggioso e ardito, è al tempo stesso guerriero e santo. Egli muore combattendo contro gli infedeli, tenta di difendere fino all'ultimo la sua spada impreziosita da sacre reliquie, per poi essere accolto in Paradiso come un martire. Altrettanto ben delineata è la figura di Gano di Maganza, il traditore dell'esercito cristiano, che guida le truppe del re Marsilio nel passo di Roncisvalle per tendere un'imboscata all'odiato figliastro. Diversamente da quanto accade nei poemi nordici, ove entrambe le parti che si combattono sono espressione della cieca violenza che alberga nel cuore dell'uomo e dunque sono chiamate a perire rovinosamente, nella Chanson de Roland lo scontro tra le forze francesi, guidate da Orlando, dal fido Oliviero e dal vescovo-cavaliere Turpino, e quelle dell'emiro di Babilonia, è destinato a concludersi con la sconfitta delle forze del male e il trionfo della fede, in grado di riportare l'ordine in un mondo ormai pacificato.
Benché l'autore dell'opera, il cui nome ci è stato tramandato nell'ultimo verso della versione oxfordiense, si sia ispirato a fatti realmente accaduti per l'elaborazione della trama, è possibile notare numerose incongruenze storiche volte a amplificarne i caratteri eroici. Basterà citarne solo alcune: la sconfitta di Orlando e della retroguardia franca a Roncisvalle avvenne per mano dei Baschi e non dei Saraceni; Carlo Magno non era ancora imperatore all'epoca della spedizione in Spagna; tale campagna non si concluse con la totale conquista della penisola iberica, ma con un semplice aggiustamento dei confini. La falsificazione storica appare dunque in questo caso finalizzata a plasmare l'argomento di partenza per renderlo degno di un racconto dall'ampio respiro epico.

#### I cicli dell'epica romanza

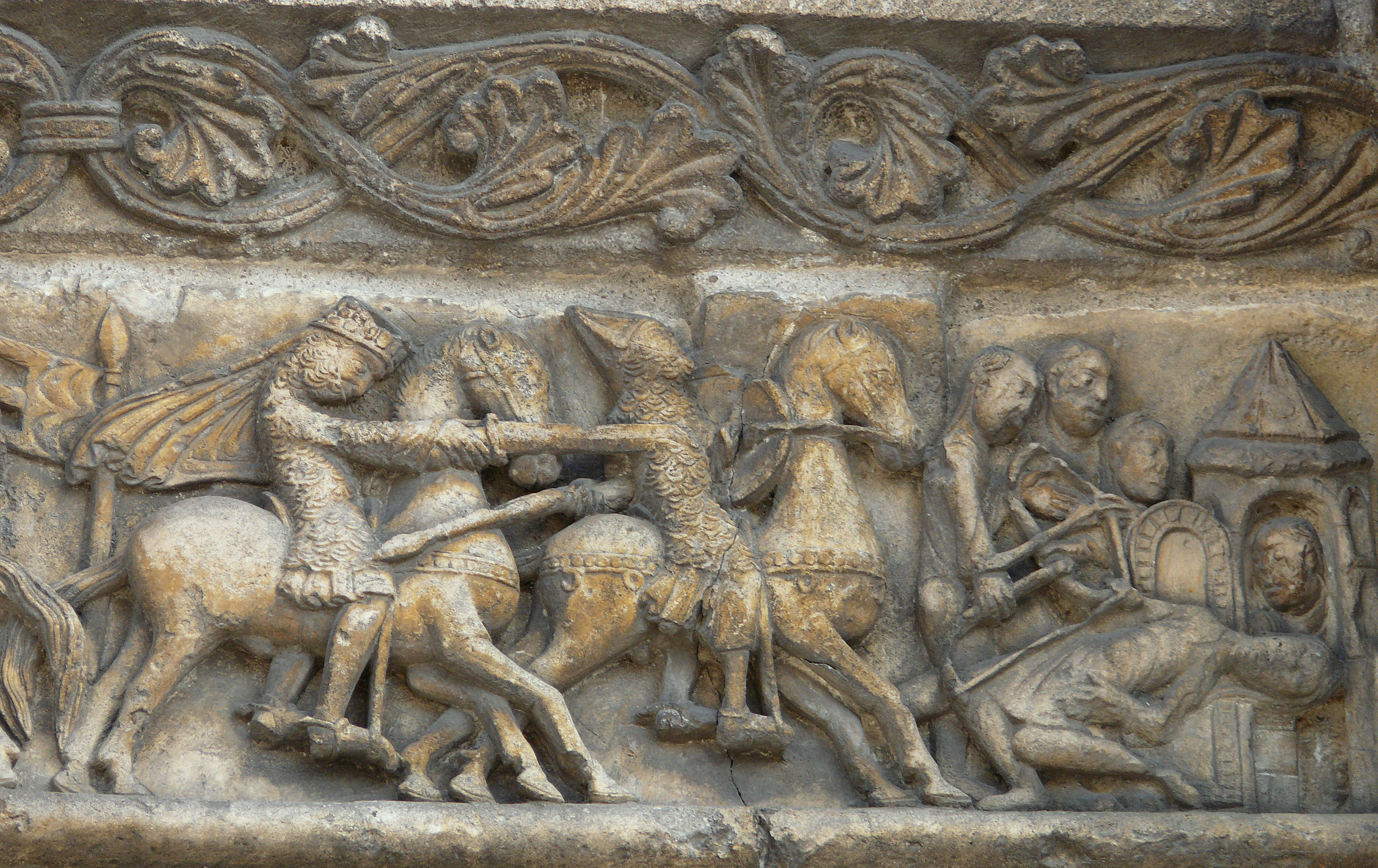
La Chanson de Roland è raffigurata nella Cattedrale d'Angoulême.

Il successo di pubblico ottenuto dalle prime chansons de geste determinò la nascita di nuovi filoni narrativi incentrati sul racconto di episodi collaterali delle avventure di Rolando e degli altri paladini. Spesso venivano rappresentate l'infanzia e le avventure giovanili di tali guerrieri, le cui imprese continuavano a mostrare più di un'analogia con gli eventi miracolosi riguardanti la vita dei santi. Il genere epico, prima confinato entro le mura dei monasteri, cominciò a diffondersi in forma orale presso il popolo minuto, rielaborato in centinaia di varianti grazie all'opera di cantastorie, giullari e saltimbanchi che si esibivano sui sagrati delle grandi cattedrali, in particolar modo durante le feste del carnevale.

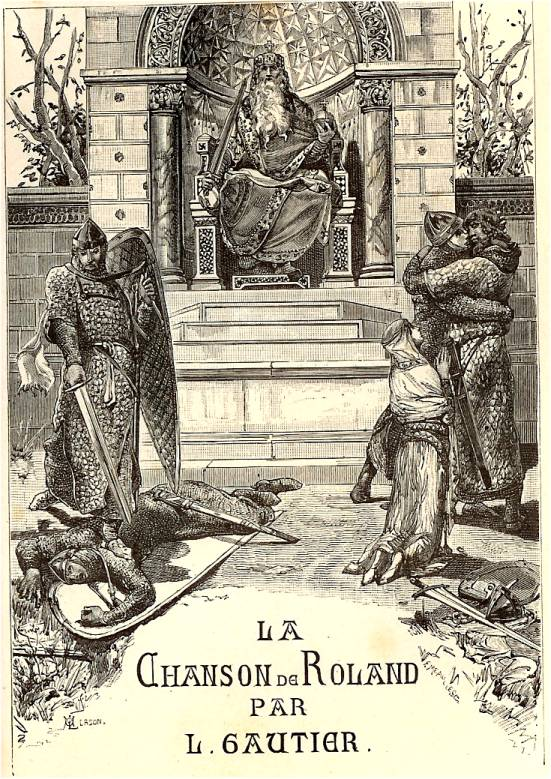
Copertina dell’edizione popolare della Chanson de Roland (1881), illustrata da Luc-Olivier Merson.

In questo modo, le caratteristiche fondamentali della chanson de geste cominciarono a mutare. Il legame ideologico con la difesa della fede cattolica venne sostituito dal gusto genuino per l'avventura e per il combattimento. L'eroe è ancora un cavaliere coraggioso e intrepido, ma non disdegna di giocare d'astuzia per vincere i suoi avversari. La lotta contro gli infedeli è ormai ridotta a un semplice pretesto narrativo, mentre che vengono introdotti nuovi antagonisti nelle figure di vassalli traditori e cavalieri felloni. La componente amorosa, assente nella Chanson de Roland e negli altri testi originali, comincia a imporsi con l'apparizione delle prime figure femminili della letteratura profana. Si tratta nella maggioranza dei casi di principesse infelici, rapite dai pirati o promesse in sposa a perfidi cavalieri, ma non mancano i casi in cui fanno la loro comparsa alcune donne guerriere. Questa evoluzione tematica, che tende a seguire i gusti del nuovo pubblico, è tuttavia accompagnata da un lento abbassamento della qualità formale e da una monotonia degli schemi narrativi, necessario scotto da pagare per rendere comprensibile l'opera a un pubblico eterogeneo e popolare.
Tra i cicli dell'epica romanza che riscossero maggior successo nel corso del Medioevo, è doveroso citare quello che vede come protagonista il cavaliere Guillaume d'Orange. Leale paladino al servizio di Carlo Magno, Guillaume è un eroe dalla tempra molto diversa da quella di Orlando. Instancabile faticatore, il nostro paladino ama combattere a mani nude contro i suoi nemici, adora i travestimenti, è collerico e facile agli scatti d'ira. Il primo poema in cui appare come protagonista, la Chanson de Guillaume (1140), non differisce nei suoi tratti fondamentali dallo schema narrativo della Chanson de Roland: il prode Guillaume, insieme al valoroso nipote Vivien, comanda l'esercito francese nell'eterna lotta contro i Saraceni. Approfittando dell'assenza del paladino, un vile cavaliere si accorda con il nemico per tendere un'imboscata al prode Vivien. Informato del tradimento, Guillaume giunge sul luogo dello scontro appena in tempo per sconfiggere il nemico e raccogliere le ultime parole del nipote. Il poema si conclude con la vendetta di Guillaume, che ottiene giustizia del traditore presso la corte di Carlo Magno. Il successo di quest'opera spinge i menestrelli a inventare dei prequel e dei sequel in cui narrare le avventure di Guillaume e degli altri personaggi che assurgono al ruolo di coprotagonisti in un universo letterario che si scopre molto più vasto e multiforme. Tra la seconda metà del XII e la prima metà del XIII secolo sono attestate un poema sull'infanzia dell'eroe (Enfance de Guillaume), uno sulle sue imprese giovanili (Prise d'Orange), uno sulla sua fedeltà alla monarchia francese (Couronnement de Louis) e infine uno conclusivo sulla sua vecchiaia, che egli trascorrerà in monastero (Moniage de Guillaume).

#### Le canzoni dei ribelli e il poema della crociata
Nel corso del XII secolo, i poemi epici si adattarono alla mutata situazione sociale e politica, perdendo quasi del tutto la componente cristiana di esaltazione della guerra santa, per concentrarsi sul tema del rapporto tra il sovrano e i suoi vassalli. In questo periodo, infatti, i re capetingi avevano intrapreso una serie di campagne militari volte a ribadire la loro autorità sulle terre controllate dai feudatari. Tali iniziative, talvolta rivelatesi infruttuose (il fallimento dell'alleanza matrimoniale tra il re Luigi VII ed Eleonora di Aquitania contribuì, ad esempio, a un rafforzamento dell'influenza inglese in Francia durante l'ultimo scorcio del secolo), non mancarono di inasprire le relazioni tra il re e i potenti signori di provincia, che si comportavano da veri e propri sovrani all'interno dei loro feudi e difficilmente avrebbero accettato di rimettere in discussione una parte dei loro poteri. Parallelamente, il collasso del sistema feudale favorì l'emergere di numerose rivalità in seno alla stessa classe nobiliare, antipatie che i sovrani non mancarono di sfruttare per il proprio tornaconto personale. 

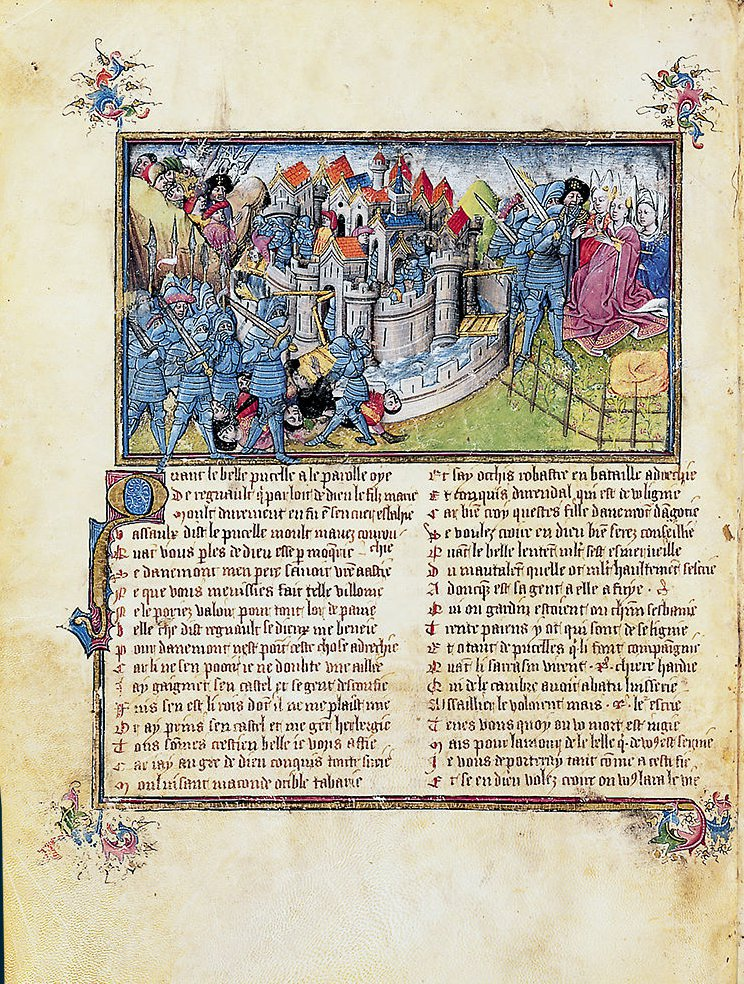
La Chanson des quatre fils Aymon in un manoscritto fiammingo del XV secolo. Biblioteca nazionale di Francia

La nascita di eserciti privati al soldo di sanguinari signori della guerra che spadroneggiavano impunemente nelle campagne, unite alle scorrerie inarrestabili compiute dagli Ungari e dai predoni vichinghi al tempo delle ultime invasioni, contribuì allo sviluppo di una serie di chansons de geste dal tono estremamente cupo, imbevute di violenza e di prevaricazione. In questo contesto assai travagliato si afferma il filone delle "canzoni dei ribelli", così definite poiché raccontano la vicenda di un cavaliere il quale, umiliato in pubblico dal sovrano e ferito nel suo orgoglio, compie una serie di atti assolutamente arroganti e tracotanti, che lo pongono al di fuori del codice d'onore dei paladini. In canzoni quali Raoul de Cambrai e Rainaud de Montauban, entrambe risalenti alla seconda metà del XII secolo, i protagonisti rompono il rapporto di fedeltà che li lega al sovrano, si affrontano con i loro amici e compagni di un tempo, giungendo addirittura a compiere atti blasfemi come l'incendio di un monastero. Alla fine del poema, l'ordine viene faticosamente ristabilito solo al prezzo di un'esclusione perpetua del cavaliere dal mondo feudale.
Un parziale ritorno a tematiche legate all'esaltazione della guerra santa e del cristianesimo si compie solo all'inizio del XIII secolo, con la redazione delle "canzoni della crociata", componimenti in cui si celebra l'impresa di Goffredo di Buglione e dei cavalieri cristiani che s'impadronirono del Santo Sepolcro al termine della prima crociata. Si tratta di poemi d'argomento storico, in cui la veridicità della trama è in parte garantita, almeno nelle opere più antiche, dalla preziosa collaborazione di alcuni testimoni oculari che avevano preso parte alla spedizione. Il processo di amplificazione della realtà storica, con tanto di interventi divini a sostegno delle armate cristiane, rimane comunque presente, finendo addirittura col prendere il sopravvento nelle opere più tarde, spesso rielaborate dalla tradizione canterina e svincolate da qualsiasi rapporto con la realtà storica.

#### Verso il romanzo cortese: ciclo carolingio, ciclo classico e ciclo bretone
All'XI secolo risalgono i primi lunghi componimenti poetici conosciuti come chansons de geste, che raccontavano le gesta eroiche dei cavalieri cristiani: erano composti e cantati da menestrelli chiamati jongleurs (giullari) che intrattenevano le corti feudali. I poemi cavallereschi furono divisi in tre cicli: carolingio, bretone e classico.

### La letteratura cortese (XIII-XIV secolo)
La letteratura cortese viene chiamata in questo modo in quanto si sviluppa nelle corti. La cultura cortese è una particolare concezione della vita, un insieme di ideali fondati sulla nobiltà d'animo, che ispira la condotta del cavaliere in guerra e in amore.

### La letteratura popolare (XIII-XIV secolo)

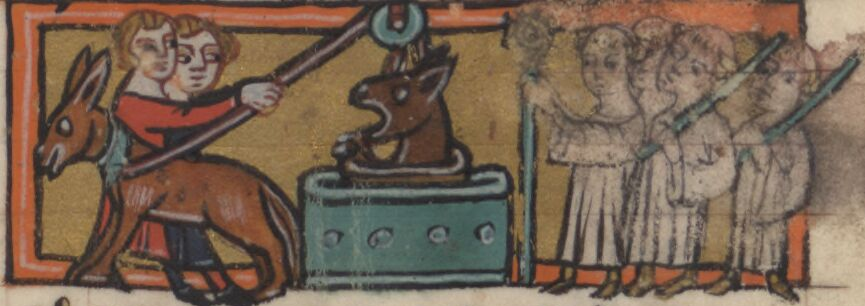
Il Roman de Renart in una miniatura francese del Medioevo.

Contemporaneamente ai poemi cavallereschi si svilupparono altri generi letterari, tra i quali emersero i fabliaux, che si caratterizzarono per un marcato naturalismo e un progressivo distacco dalle tematiche spirituali. Successivamente, nei secoli XII e XIII, si diffusero le raccolte di racconti e i poemi allegorici, i cui esempi più significativi risultarono il Roman de Renart, composto da diversi autori che si prefissero di sottolineare e di mettere in ridicolo gli usi e costumi dell'epoca, e il Roman de la Rose, scritto da due autori vissuti in un periodo di grandi trasformazioni sociali, aventi inoltre una visione del mondo e uno stile dissimile.

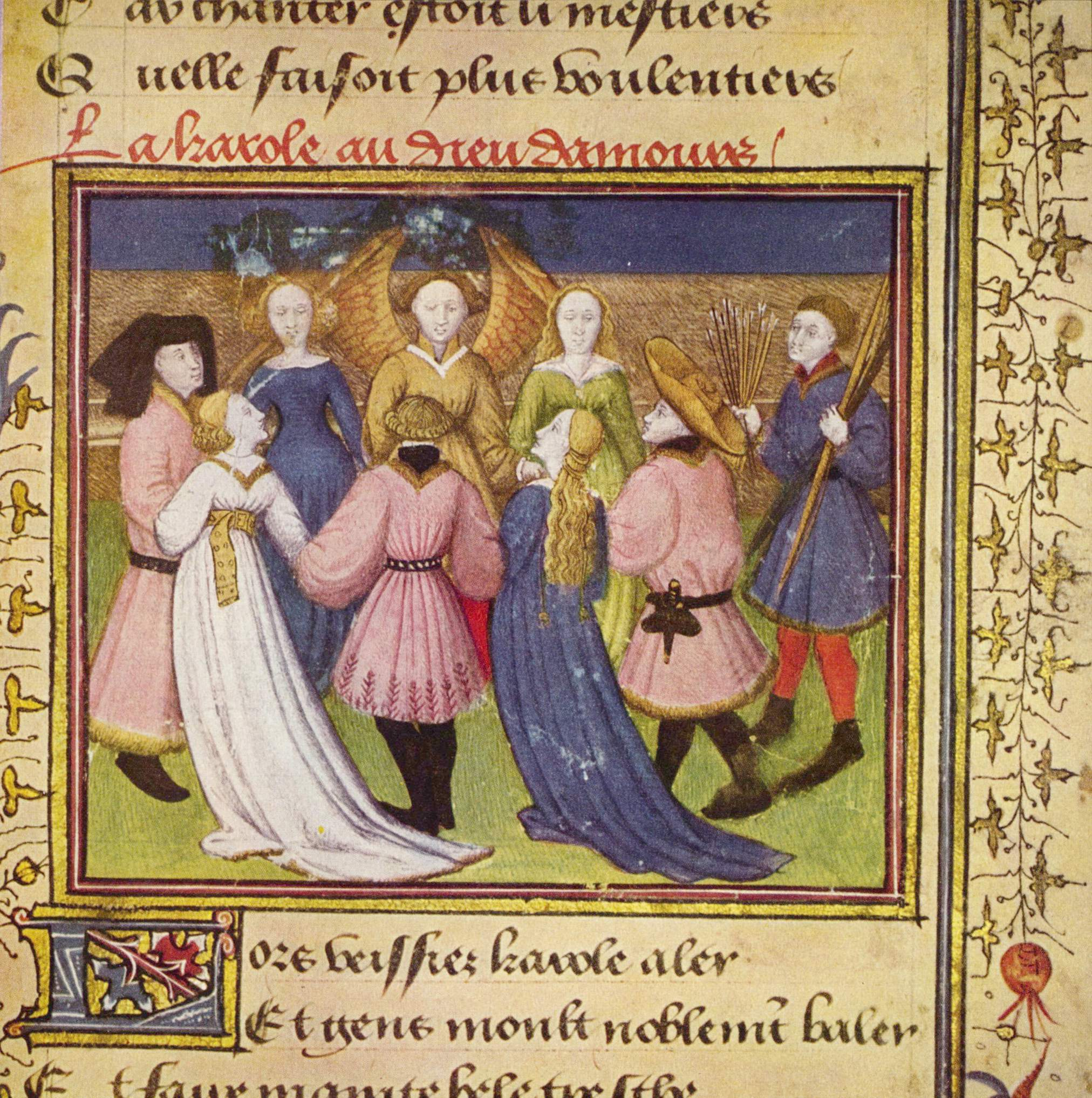
Manoscritto del Roman de la Rose (1420 - '30)

Un altro genere letterario che si diffuse, a cominciare dal XIII secolo, fu la poesia drammatica popolare che ebbe tra i suoi più illustri rappresentanti Rutebeuf, Adam de la Halle, Christine de Pizan e Carlo di Valois-Orléans. Chi meglio di altri incarnò le paure e le speranze medioevali evidenziando uno spirito innovativo fu il poeta François Villon, vissuto nel Quattrocento ma di cui solo alla fine dell'Ottocento Marcel Schwob scoprì informazioni biografiche fondamentali.
Un altro genere letterario che si diffuse dal XII secolo al XV secolo fu il dramma, religioso e profano: quello religioso si suddivise nei miracoli e nei misteri; i primi riguardanti soprattutto la vita dei Santi e i secondi quella di Gesù. Il dramma profano ebbe come caposcuola nel XIII secolo Adam de la Halle, le cui opere erano incentrate da un gusto satirico, e si sviluppò nei secoli seguenti con la farsa e il prototipo della commedia, quale risultò la Farce de Maître Pathelin, scritta da un anonimo intorno al 1465.
In questi secoli fiorirono le croniche storiche, sia riferite ai racconti delle crociate e di altre guerre sia ai resoconti della vita di illustri personaggi dell'epoca, come ad esempio Luigi XI.

## Il Rinascimento

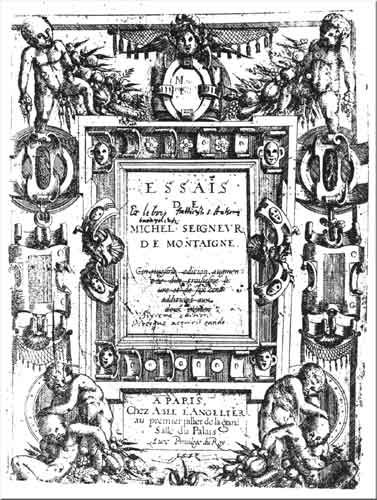
Frontespizio dell'edizione originale dei Saggi di Montaigne.

Il Rinascimento giunge in Francia a seguito della campagna militare del re Francesco I in Italia. Il monarca, affascinato dall'arte e dalla cultura della penisola, si fa promotore di un rinnovamento artistico e letterario che pure era già cominciato, all'inizio del secolo, soprattutto a Lione, città geograficamente vocata ad intrattenere rapporti con l'Italia. Il nuovo gusto per il bello, la rilettura in chiave filologica e storica dei testi classici, la convinzione che l'uomo, inteso come binomio inscindibile di anima e corpo, possa diventare l'oggetto principale della ricerca artistica sono tra gli elementi centrali del periodo.

### LaPléiadee il petrarchismo francese
La poesia rinascimentale francese nei primi decenni del Cinquecento conserva qualche affinità con quella medioevale, riguardante soprattutto gli scopi e le funzioni morali ed educative, come hanno evidenziato Clément Marot e gli esponenti della scuola lionese. Rappresentanti principali della scuola lionese si possono considerare Maurice Scève e Louise Labé.
Nella seconda metà del secolo i poeti della Pléiade, vogliono dimostrare le qualità poetiche della lingua francese e per realizzare questo obiettivo allontanano il loro sguardo dalla letteratura medioevale e lo rivolgono all'età classica (Omero e Pindaro) e alle opere di Petrarca, aggiungendovi qualche caratteristica innovativa. Tra i principali autori della Pléiade vi sono soprattutto Joachim du Bellay e Pierre de Ronsard.

### Lo spirito francese nell'Età moderna:Gargantua et Pantagruel
Le trasformazioni nella prosa vengono effettuate da François Rabelais, che ritrae lo spirito nuovo sotto le spoglie di una famiglia di giganti apportando innovazioni linguistiche, dalle prediche di Francesco di Sales, dalla filosofia di Étienne de La Boétie, Pierre Charron o Jean Bodin e soprattutto Montaigne, i cui Saggi sono un'importante opera filosofica oltre che autobiografica. Quest'ultimo autore, vissuto nella seconda metà del secolo, riflette anche l'atmosfera più cupa del suo tempo, dominato dalle guerre di religione e di successione dinastica.

### Montaigne e la prosa filosofica
Montaigne è considerato come il primo autore francese a scrivere opere di carattere filosofico.
In particolare ne “Les Essais” analizza molti temi diversi prendendo in considerazione più punti di vista. All’interno dell’opera ci sono due visioni opposte: da un lato c’è lo spirito del Rinascimento, in cui le capacità dell'uomo sono al centro dell’attenzione. Dall’altro c’è un sentimento di angoscia e di insicurezza in un’epoca di guerra. Da ricordare anche il commediografo Jean de l'Espine Pont-Alais con le sue innovazioni.

## LeGrand Siècle

### L'Académie françaisee la codificazione dei generi letterari
In letteratura francese, il secolo è detto "d'oro", pieno com'è di raffinate erudizioni e rielaborazioni prese da antichità classiche, insieme però con una nuova esigenza di moralità e con il diffondersi dello spirito Cristiano in autori come Blaise Pascal o Antoine Arnauld, nelle discussioni tra giansenisti e gesuiti, fiorite intorno al convento di Port-Royal-des-Champs. 
Il secolo si può suddividere in due periodi principali: il primo si estende fino alla metà del Seicento e si caratterizza per la diffusione della letteratura barocca, invece il secondo va dalla metà fino alla fine del secolo ed in quegli anni si diffonde il classicismo. Gli scrittori più significativi del movimento barocco sono Jean-Louis Guez de Balzac e Nicolas Faret, invece tra i poeti si possono citare Théophile de Viau, Tristan l'Hermite e Honorat de Bueil de Racan. Il romanzo barocco viene impreziosito dalle opere di Charles Sorel e di Honoré d'Urfé, così come il teatro dai lavori di Alexandre Hardy.

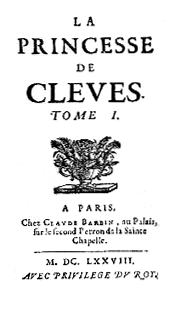
La Princesse de Clèves di Madame de La Fayette.

### Il teatro classico: Corneille, Molière, Racine
Uno degli anticipatori del teatro francese fu Antoine Le Métel d'Ouville, che diffuse la voga degli adattamenti e delle imitazioni dal teatro spagnolo e di quello italiano, oltre che Jean de Palaprat, magistrato e commediografo di successo.
Tra i principali autori di questo secolo vi sono sicuramente Corneille, Racine e Molière, noti soprattutto per aver dato origine al teatro classico francese, punto di riferimento costante anche nei secoli a venire. Corneille e Racine esprimono i loro vertici creativi nelle tragedie, invece Molière scrive i suoi capolavori come commediografo; tra i suoi allievi si è messo in evidenza sia come attore sia come commediografo Michel Baron.

### La prosa filosofica di Cartesio
L'estetica classica vede svilupparsi le teorie di Nicolas Boileau, mentre tra i poeti spicca il riformatore François de Malherbe, i cui versi semplici e chiari, sono presentati parallelamente ad altre razionalizzazioni dell'epoca, come quelle del filosofo centrale del secolo francese, quel René Descartes che divenne famoso in Europa con il nome di Cartesio.

### Favole, fiabe e detti morali
Altri generi letterari da notare sono le favole, le fiabe (o racconti con intenti morali), rispettivamente di La Fontaine, le cui favole furono pubblicate tra il 1668 e il 1694, e di Perrault, autore de I racconti di Mamma Oca (1697), e si affermano le massime e le riflessioni morali di La Rochefoucauld, pubblicate nel 1665. Nel 1635 Richelieu fonda l'Académie française, a cui assegna il compito di guidare l'evoluzione della lingua francese e difatti uno dei primi progetti è la compilazione del Dictionnaire de l'Académie française (prima ed. 1694).

### Il romanzo epistolare e lapréciosité
Inoltre è da ricordare la letteratura epistolare, nella quale emerge Madame de La Fayette, la cui Princesse de Clèves (1678) è uno dei più fortunati e importanti romanzi epistolari. Anzi è la lettera stessa, tra epistolari e memorie, a prendersi una fetta importante dell'evoluzione linguistica e di gusto del secolo.
Per quanto riguarda questo genere si possono citare Madame de Sévigné, Madame de Maintenon, Saint-Simon, e il Cardinale de Retz.
L'eloquenza (oratori sacri, orazioni funebri, trattatistica varia) getta un ponte verso il secolo successivo anche con autori quali Bossuet, Fénelon (di cui Le avventure di Telemaco (1699) fanno da modello pedagogico per diverse generazioni di educatori) o Jean de La Bruyère (i cui Caractères ci offrono oltre un migliaio di "ritratti").

## Il secolo dei lumi

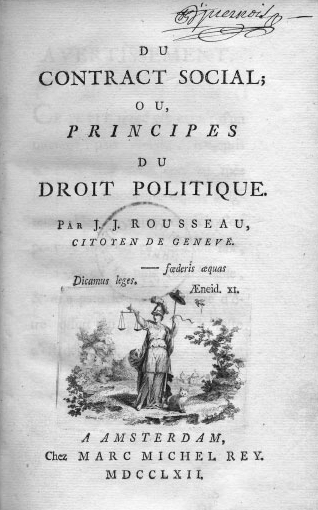
Il frontespizio del Il contratto sociale di Rousseau.

La Francia fu in quest'epoca la più ricca e potente nazione del continente e il suo gusto e stile nell'architettura e nelle arti vennero imitati in tutto l'Occidente. Le idee politiche e sociali dei pensatori francesi ebbero grande influenza sugli altri paesi d'Europa e in America, e il francese si diffuse ovunque come lingua delle classi colte. Il secolo rappresentò un'epoca di straordinaria crescita economica: la popolazione salì da 21 milioni di abitanti nel 1700 a 28 milioni nel 1790, il reddito prodotto dall'agricoltura aumentò del 60%. La Francia era la principale potenza manifatturiera del mondo, possedeva il miglior sistema stradale d'Europa e una fiorente marina mercantile. Il reddito dei ceti più bassi, tuttavia, riusciva a malapena a tenere il passo con l'inflazione; la maggior parte dei contadini continuava a condurre un'esistenza miserabile, su cui gravava il fardello delle tasse.
Da queste erano invece esentate le terre della nobiltà e del clero (circa il 35% dei terreni coltivati), così che lo stato stesso era di fatto escluso dalla nuova prosperità. Vari ministri che si succedettero a partire dagli anni Cinquanta del secolo tentarono di istituire un sistema fiscale equilibrato, ma la nobiltà di toga, che aveva ottenuto i propri titoli acquistandoli dalla Corona, guidò nei parlamenti l'opposizione alle iniziative del re, rivendicando il diritto di approvare i decreti regi al fine di difendere le libertà pubbliche contro il dispotismo del sovrano; in realtà essa difendeva i propri privilegi e auspicava il ritorno a un governo dell'aristocrazia.
Tra gli intellettuali, l'opposizione alla monarchia fu invece guidata dai philosophes, sostenitori dell'esistenza di diritti naturali (vita, libertà, proprietà e autogoverno) e dell'idea che gli stati esistessero per garantire tali diritti: tali tesi erano assecondate soprattutto dalla borghesia che stava crescendo in numero, ricchezza e ambizione, e che aspirava a partecipare al governo della cosa pubblica.
I problemi finanziari dello stato si aggravarono dopo il 1740 con la ripresa di pesanti conflitti (la guerra di successione austriaca e la guerra dei sette anni), al termine dei quali la Francia perse la quasi totalità del suo vasto impero coloniale in America, in Africa e in India. Nel 1778 la Francia intervenne contro la Gran Bretagna nella guerra d'indipendenza americana, sperando di riconquistare le colonie perdute.
Questa speranza fu tuttavia delusa e la partecipazione alla guerra accrebbe il già oneroso debito nazionale.
Il giovane e indeciso Luigi XVI si trovò ad affrontare una crisi finanziaria sempre più grave. Dopo che tutti i programmi di riforma adottati dai suoi ministri vennero bloccati dai parlamenti e da un'improvvisata assemblea di notabili, nel maggio del 1788 il re esautorò gli organi di opposizione. Ebbe inizio un lungo braccio di ferro che si concluse con l'assenso del sovrano a convocare gli Stati Generali, l'antico organo rappresentativo che non si riuniva dal 1614. La seduta di apertura fu fissata per il mese di maggio 1789: la rivoluzione francese era alle porte.

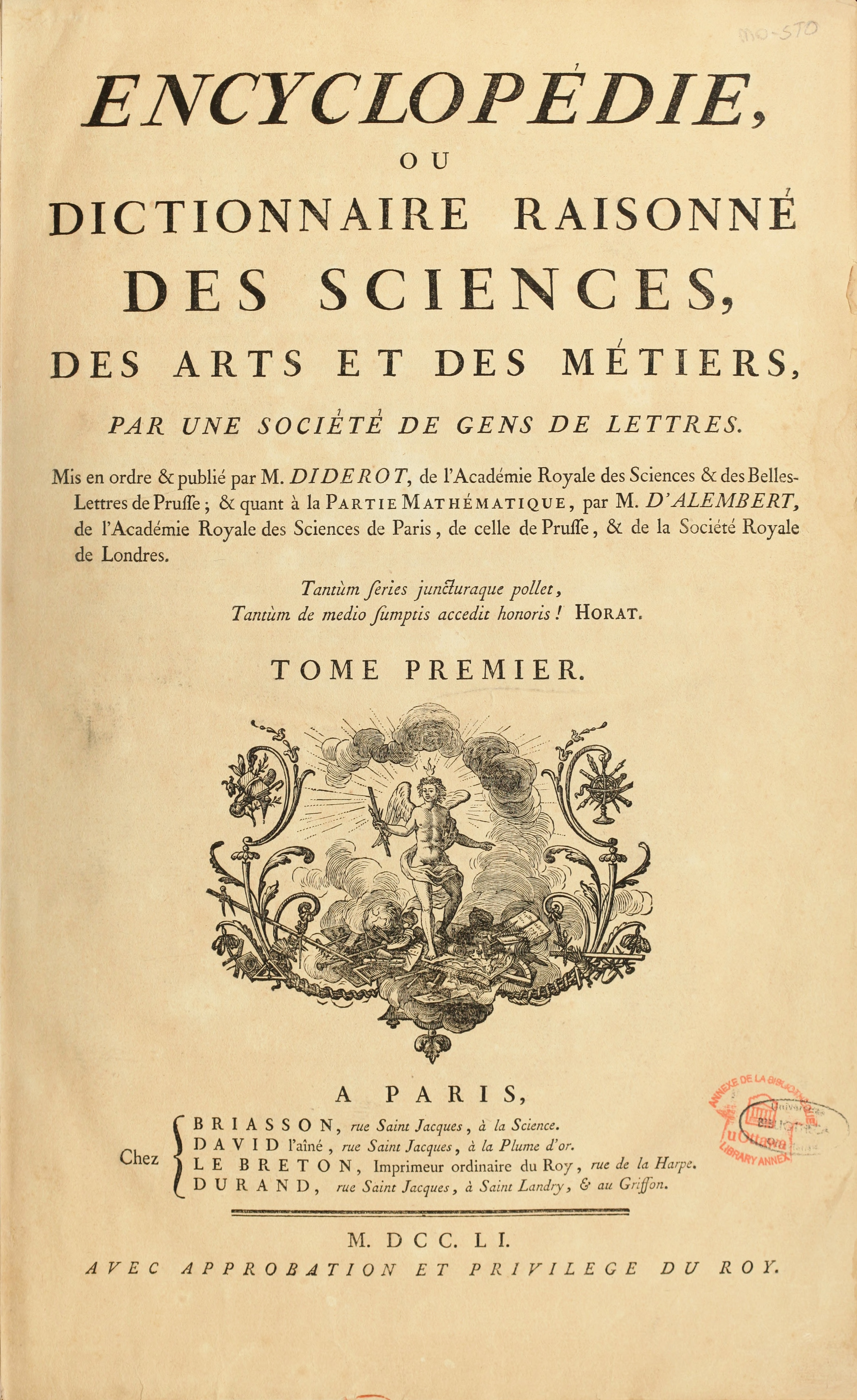
Frontespizio dell'Encyclopédie.

I letterati del XVIII secolo posero come fondamenta delle loro opere non tanto la creatività o il bello, quanto l'utile e quindi il genere maggiormente diffuso risultò il romanzo, con cui gli scrittori approfondirono argomenti antichi e contemporanei con lo scopo di esprimere il bisogno di libertà e di felicità raggiungibile grazie alla "luce" della ragione e all'evoluzione tecnologica, culturale e sociale.
Nei primi due decenni del secolo risultarono molto influenti le opere di Saint-Simon, Montesquieu e Vauvenargues che anticiparono quelle di Voltaire, queste ultime ancora più innovative e rappresentative dello spirito illuministico.
Uno dei progetti culturali più rilevanti del secolo fu l'Encyclopédie, diretta da Diderot e d'Alembert, con la quale i filosofi, gli scienziati ed i pensatori si proposero di riassumere il sapere universale sintetizzando, nello stesso tempo, il pensiero e lo spirito illuminista.
Un altro gigante del secolo dei "lumi" si rivelò Rousseau, capace di influenzare e di anticipare sia le ideologie della Rivoluzione francese sia molti elementi caratteristici del Romanticismo.
Tra i generi letterari di maggior diffusione nel XVIII secolo si possono citare il romanzo, che ebbe nell'abate Prévost, in Lesage, in de Saint-Pierre, in Laclos e nel marchese De Sade i suoi esponenti più rappresentativi.
Per quanto riguarda il teatro, Marivaux e Beaumarchais raccolsero l'eredità di Molière rinnovando ampiamente il genere sia nella forma sia nei contenuti. Importante, per gli sviluppi della tragedia francese, fu la traduzione e l'adattamento del teatro shakespeariano e inglese, svolto da Pierre-Antoine de La Place.
Tra i commediografi si distinse Charles Jacob Guillemain, celebre nelle descrizioni del proletariato parigino, invece tra i drammaturghi si mise in evidenza Jean-Henri-Ferdinand La Martelière, che gettò le basi per la diffusione del genere melodramma in Francia.
La poesia, pur non raggiungendo la diffusione e i vertici creativi di altri generi, nella seconda metà del secolo portò alla ribalta il suo migliore esponente: André Chénier.

## La letteratura francese nel XIX secolo

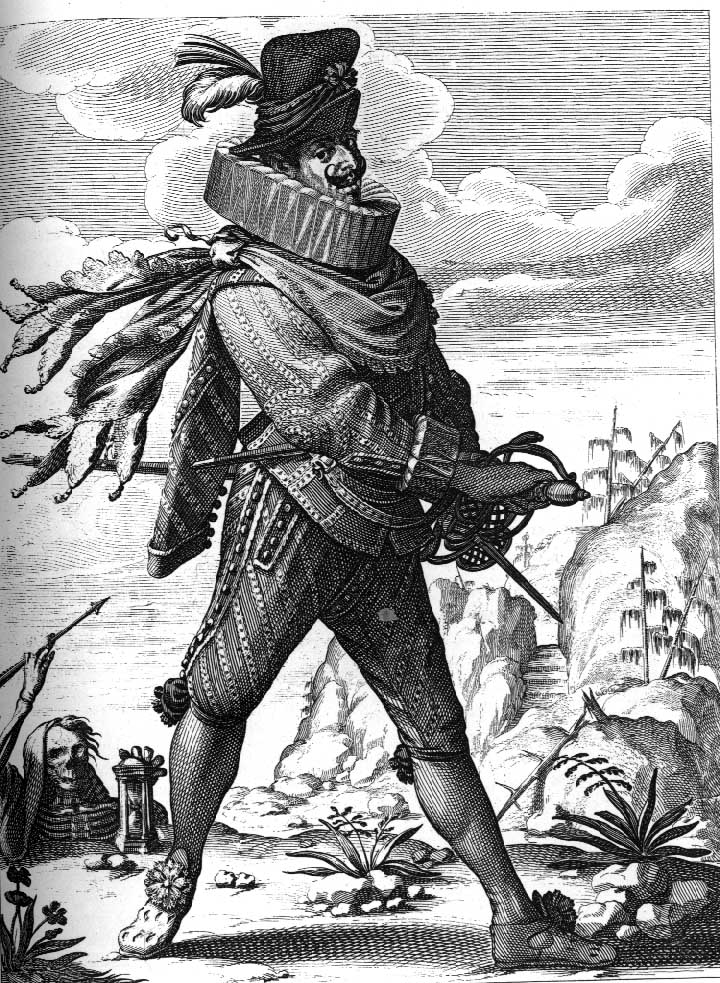
Il Capitan Fracassa di Théophile Gautier.

Nel XIX secolo nella letteratura francese si affermano varie correnti letterarie come il romanticismo, il realismo, il naturalismo e il simbolismo. Il secolo si apre con Obermann di Sénancour per scivolare subito nei dettami del romanticismo. Ora l'ispirazione viene prima delle regole, il sentimento prevale sulla ragione e la libertà è uno dei valori principali a cui appellarsi. Madame de Staël e Chateaubriand aprono le piste su cui si lanceranno a grandi velocità (favoriti dallo sviluppo del giornalismo e delle rotative) i grandi romantici come Musset, Lamartine, de Vigny, George Sand e i grandi romanzieri del secolo, come Victor Hugo, autore de (I miserabili) (1862), e importante esponente del Romanticismo francese,  Alexandre Dumas padre, esponente del romanzo storico (autore di noti romanzi come I tre moschettieri (1844) e Il conte di Montecristo) (1844), e, scoperto più tardi, Stendhal, esponente del realismo, e autore dei romanzi Il rosso e il nero (1830) e La Certosa di Parma (1839). Altri importanti esponenti del realismo francese sono Honoré de Balzac, noto autore dei romanzi Eugenia Grandet (1833) e Papà Goriot (1834), e Gustave Flaubert, autore di Madame Bovary (1856).
Nel XIX secolo si afferma anche il romanzo scientifico con Jules Verne, autore di capolavori come Ventimila leghe sotto i mari (1869-1870), e Il giro del mondo in 80 giorni (1872).
Nel genere poliziesco spicca Émile Gaboriau, padre del romanzo poliziesco  in Francia, ideatore del personaggio letterario di Monsieur Lecoq (1863), nel romanzo L'affare Lerouge.
Tra i poeti bisogna ricordare il movimento del Parnasse, Catulle Mendès, Théophile Gautier (autore anche del Capitain Fracasse), Alphonse Lemerre, Sully Prudhomme, Charles Cros, Lautréamont, Jules Laforgue, Tristan Corbière, e soprattutto Charles Baudelaire, esponente del simbolismo e autore de I fiori del male (1857). Con Verlaine, Rimbaud e Mallarmé, cosiddetti Poeti maledetti, Baudelaire apre la strada alla poesia del secolo successivo.
L'arte della novella, con Villiers de L'Isle-Adam, Barbey d'Aurevilly, Mérimée o Nerval, e i nuovi romanzi dei vari Daudet, Alexandre Dumas figlio, esponente della letteratura romantica in Francia e autore del romanzo La signora delle camelie (1848),  Zola, e poi Maupassant, autore di racconti, scritti tra il 1875 e il 1891, (fu tra i padri del racconto moderno), Loti, Huysmans, France, Bourget, Vallès misero al centro della narrazione la borghesia, i suoi problemi e i suoi sogni.
La storiografia (con Jules Michelet o Adolphe Thiers), la filosofia (con Péguy, Ernest Renan o Gobineau) e la critica (con Sainte-Beuve, Brunetière o Taine) si sviluppano anch'esse.
Tra i drammaturghi si mise in evidenza, sia in patria sia all'estero, François-Alphonse Arnault.
Un altro fenomeno (di annuncio e preistoria all'avvento della cinematografia che a fine-secolo comincia i primi passi), è il teatro leggero (Émile Augier, Victorien Sardou, Henry Becque, Edmond Rostand, noto autore, tra l'altro del Cyrano de Bergerac (1897), il vaudeville) o il libro per ragazzi (ammesso che Poil de carotte di Jules Renard, per esempio, non sia piuttosto un libro per tutte le età).

## La letteratura francese nel XX secolo
La poesia di Paul Valéry, a seguito di Mallarmé e del simbolismo, prende una coloritura metafisica, che sta all'incrocio di varie avanguardie: il cubismo di Apollinaire, il dadaismo di Tristan Tzara, il surrealismo di André Breton e Louis Aragon (ma ai margini anche Henri Michaux, Raymond Queneau o Michel Leiris), l'espressionismo di Maurice Maeterlinck. Altri poeti sono Paul Éluard, Max Jacob, Blaise Cendrars, Charles Péguy, riferimento per il cristianesimo moderno, Francis Jammes, Émile Verhaeren, Jean Cocteau, Paul Claudel, Valery Larbaud, Jacques Prévert, Jules Supervielle, Saint-John Perse, Francis Ponge.

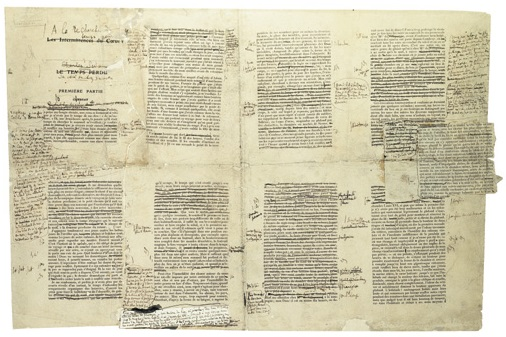
Prime pagine di Dalla parte di Swann (primo volume della Recherche), con le correzioni e revisioni fatte a mano dall'autore.

Tra i romanzieri Anatole France, Maurice Barrès, André Gide, Marcel Proust, esponente del decadentismo francese, (la cui Recherche (1913-1927) è una delle opere cardine dell'umanità del XX secolo), Jean Giono, François Mauriac, Julien Green, Antoine de Saint-Exupéry, autore del racconto Il piccolo principe (1943),con oltre 200 milioni di copie vendute, Henry de Montherlant, Louis-Ferdinand Céline, Raymond Radiguet, noto autore del romanzo Il diavolo in corpo (1923), Marcel Aymé, Georges Bernanos, Roger Martin du Gard, Julien Gracq, Albert Cohen. Ora l'intellettuale è "engagé", da Paul Morand a André Malraux, da Jean-Paul Sartre, esponente dell'esistenzialismo a Albert Camus, esponente dell'esistenzialismo ateo, noto autore de Lo straniero (1942) e La peste (1947), a Simone de Beauvoir, la filosofia e la letteratura si confondono (da Georges Bataille ad Alain, passando anche da Maurice Merleau-Ponty e Henri Bergson). Per il genere poliziesco spicca Maurice Leblanc che ha ideato il personaggio letterario di Arsenio Lupin (1905).
Il teatro vede figure come Alfred Jarry, Antonin Artaud, Jacques Copeau, Jean Giraudoux, Jean Genet, Samuel Beckett (nato irlandese, ma che cambia lingua e raggiunge il successo in francese), Eugène Ionesco (nato in Romania), Jean Anouilh, Georges Schehadé, Arthur Adamov e Paul Castan. Lo scrittore diventa un personaggio lui stesso (come per Colette, Simenon, Duras o Yourcenar).
Nella seconda parte del secolo ci sono diverse sperimentazioni, come il Nouveau roman (Michel Butor, Robert Pinget, Alain Robbe-Grillet, Philippe Sollers, Claude Simon, Claude Ollier, Nathalie Sarraute). Altri esperimenti in prosa li fanno Georges Perec o Michel Tournier e in poesia René Char o Yves Bonnefoy. Anche la critica conosce un momento d'oro (Maurice Blanchot, Roland Barthes, Gérard Genette).
Il secolo si chiude con successi di vendite (Daniel Pennac) e scandalismo (Michel Houellebecq). Nasce anche l'interesse verso la letteratura francofona d'oltremare e le forme di scrittura ibride del nuovo secolo.

## Vincitori francesi del premio Nobel per la letteratura
- 1901 – Sully Prudhomme (Il primo premio Nobel per la letteratura)
- 1904 – Frédéric Mistral (scrittore in lingua occitana)
- 1915 – Romain Rolland
- 1921 – Anatole France
- 1927 – Henri Bergson
- 1937 – Roger Martin du Gard
- 1947 – André Gide
- 1952 – François Mauriac
- 1957 – Albert Camus
- 1960 – Saint-John Perse
- 1964 – Jean-Paul Sartre (rifiutò il premio)
- 1985 – Claude Simon
- 2000 – Gao Xingjian (scrittore in lingua cinese)
- 2008 – Jean-Marie Gustave Le Clézio
- 2014 – Patrick Modiano
- 2022 _ Annie Ernaux[13]